# 日枝神社 (東京都北区田端)
日枝神社（ひえじんじゃ）は、東京都北区の神社。地名を冠して田端日枝神社（たばたひえじんじゃ）とも称される。

## 歴史
1624年（寛永元年）に創建された。上台寺（後に大久寺に吸収合併）の斎藤坊が創建したという。
かつては上台寺の裏山にあったが、鉄道用地となったため、現在地に移転した。
特徴的な山王鳥居をくぐり、階段を上った大地の上に拝殿がある。本殿は拝殿の裏の小さな石祠である。
神体は庚申塔の塔身で、元々大久寺にあったものである。大久寺には塔身のない台石だけの庚申塔がある。

## 祭神
- 大山咋神

## 交通アクセス
- JR田端駅より徒歩9分。